# (30724) Peterburgtrista
(30724) Peterburgtrista est un astéroïde de la ceinture principale.

## Description
(30724) Peterburgtrista est un astéroïde de la ceinture principale. Il fut découvert le 26 septembre 1978 à Naoutchnyï par Lioudmila Jouravliova. Il présente une orbite caractérisée par un demi-grand axe de 3,18 UA, une excentricité de 0,04 et une inclinaison de 21,3° par rapport à l'écliptique.

## Compléments